# Jordan Richards
Jordan Richards (ur. 25 września 1993 w Melbourne) – australijski siatkarz, grający na pozycji przyjmującego, reprezentant Australii. Od sezonu 2019/2020 występuje w niemieckiej Bundeslidze, w drużynie Hypo Tirol Alpenvolleys Haching.

## Sukcesy klubowe
Superpuchar Holandii:
- 2013

Puchar Holandii:
- 2014

Mistrzostwo Holandii:
- 2014

Mistrzostwo Portugalii:
- 2019

## Sukcesy reprezentacyjne
Mistrzostwa Azji:
- 2019